# Література у Кропивницькому
Література у Кропивницькому розповідає про особистостей і літературне життя м. Кропивницького.

## Народились
- 1880 — Винниченко Володимир Кирилович
- 1888 — Дон-Амінадо
- 1897 — Ґольденберґ Абрам Маркович
- 1899 — Олеша Юрій Карлович
- 1907 — Тарковський Арсеній Олександрович
- 1976 — Бабич Ярослава Віталіївна

## Померли
- 1971 — Журлива Олена Костівна
- 1993 — Смоленчук Микола Кузьмович
- 2000 — Гончаренко Валерій Васильович

## Літератори, пов'язані з містом
- Базилевський Володимир Олександрович (1937) — український поет, письменник, літературний критик, перекладач.
- Достоєвський Федір Михайлович (1821—1881) вів активну переписку з молодшим братом Андрієм, міським архітектором. Існує думка, що багато своїх образів Федір запозичив саме з цієї переписки.
- Корепанов Олексій Якович (1953) — російськомовний український радянський письменник-фантаст та літературний редактор.
- Погрібний Віктор Олексійович (1935—2017) — автор численних поетичних збірок, Заслужений журналіст України, керівник Кіровоградського обласного літературного об'єднання «Степ».
- Пушкін Олександр Сергійович (1799-1837). Донька Наталія деякий час жила у місті[1].
- Сосюра Володимир Миколайович (1898—1965) навчався на військово-політичних курсах. Місто згадується у творі «Третя Рота», поемі «Махно», вірші «Ми повернулися…»[2].
- Тургенєв Іван Сергійович (1818—1883). Батько, Сергій Миколайович, проходив службу у Елисаветградському кавалерійському полку, що розташовувся у м. Орлі[3].
- Фет Афанасій Афанасійович (1820—1892) — з 1845 до 1853 року на території Єлисаветградського повіту проходив військову службу ад'ютантом командира полку.

## Вшанування пам'яті

### Музеї
- Літературно-меморіальний музей І. К. Карпенка-Карого
- Меморіальний музей М. Л. Кропивницького

### Пам'ятники
- Винниченко Володимир Кирилович (1880—1951) — 18 вересня 2010 року встановлено пам'ятник біля Центральноукраїнського державного педагогічного університету (архітектор — Кривенко Віталій Єфремович, скульптор — Цісарик Володимир Орестович)[4].
- Кропивницький Марко Лукич (1840—1910) — у 1968 році встановлено пам'ятник біля театру (скульптор — Кунцевич Едвард Михайлович)[5].
- Пушкін Олександр Сергійович (1799—1837) — 28 червня 1980 року встановлено пам'ятник біля Центральноукраїнського державного педагогічного університету (скульптор — Мацієвський Аркадій Юхимович, архитектори — В. Візняк, Губенко Анатолій Лук'янович)[6][7].
- Шевченко Тарас Григорович (1814—1851) — у 1951 році встановлено пам'ятник біля Кіровоградської обласної бібліотеки для дітей ім. Т. Г. Шевченка (скульптори — Вронський Макар Кіндратович, Гончар Анатолій, архітектор — Губенко Анатолій Лук'янович)[8].

### Пам'ятні дошки
- Сосюра Володимир Миколайович (1898—1965) — пам'ятна дошка на фасаді школи № 7[2].

### Вулиці
- проспект Винниченка
- провулок Остапа Вишні
- вулиця Марка Вовчка
- вулиця Герцена
- провулок Герцена
- вулиця Гоголя
- провулок Гоголя
- вулиця Олеся Гончара
- вулиця Валерія Гончаренка
- вулиця Горького
- провулок Грибоєдова
- вулиця Гулака-Артемовського
- вулиця Олександа Довженка
- провулок Достоєвського
- вулиця Василя Жуковського
- вулиця Олени Журливої
- вулиця Ольги Кобилянської
- провулок Ольги Кобилянської
- вулиця Якуба Коласа
- вулиця Короленка
- провулок Короленка
- вулиця Котляревського
- провулок Котляревського
- вулиця Коцюбинського
- провулок Коцюбинського
- вулиця Лермонтова
- вулиця Юрія Липи
- вулиця Ломоносова
- вулиця Євгена Маланюка
- вулиця Маяковського
- вулиця Адама Міцкевича
- вулиця Некрасова
- вулиця Пушкіна
- провулок Пушкіна
- вулиуця Радищева
- вулиця Салтикова-Щедрина
- провулок Салтикова-Щедрина
- вулиця Сковороди
- вулиця Миколи Смоленчука
- вулиця Старицького
- вулиця Степняка-Кравчинського
- вулиця Василя Стуса
- Арсенія Тарковського
- вулиця Олени Теліги
- вулиця Лесі Українки
- вулиця Івана Франка
- провулок Івана Франка
- вулиця Марка Черемшини
- вулиця Чернишевського
- провулок Чернишевського
- вулиця Чехова
- вулиця Шевченка
- вулиця Яновського

зниклі
- вулиця Дем'яна Бєдного
- вулиця Гайдара
- вулиця Фадєєва